# Ranavalona II
Ranavalona II (c.1829, Ambatomaina, Madagascar - 13 de julho de 1883) foi a rainha de Madagascar desde 1868 até sua morte em 1883.  Ela teve seu reinado marcado pela ascensão do cristianismo no país. 

## Início de Vida
Nascida em 1829 com o nome de Ramoma, na região de Ambatomaina, era a filha dos andrianas (nobres) Razakaratrimo, seu pai e Rafaradoa Ramasindrazana, sua mãe. Era prima de princesa Rasoherina, com quem teve uma boa relação e se tornaram irmãs de coração. Em 1849 sua prima-irmã se casou com o então príncipe Rakoto, herdeiro do trono e que futuramente se tornaria o rei Radama II. No mesmo ano do casamento de sua prima, Ramoma também se casou com o príncipe e se tornou a segunda esposa e pessoa autorizada do rei, atrás apenas de sua prima Rasoherina. O casamento foi permitido graças a prática da poligamia no país.  
Em 1863 seu marido seria assassinado por uma conspiração do parlamento. Sua prima se tornou a rainha de Madagascar e Ramoma se tornou a pessoa autorizada da rainha, sendo também vista como uma possível herdeira ao trono. Em 1868 com a morte sua prima-irmã, ela foi entronizada como nova rainha de Madagascar sob o nome de Ranavalona II.   

## Reinado

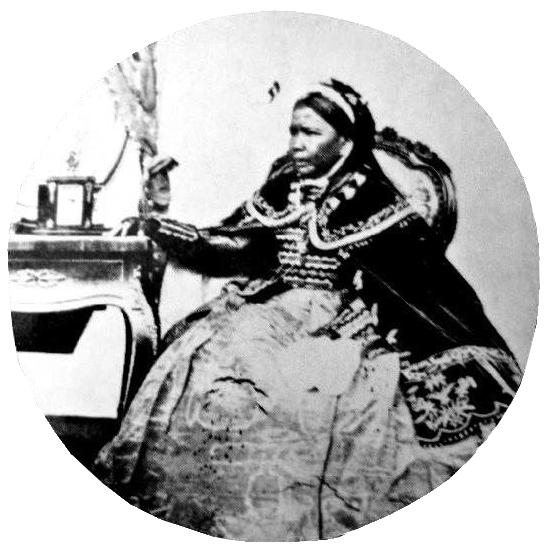
Foto rara de Ranavalona II.

No início do reinado de Ranavalona II, a monarca seguiu o ato de sua prima no leito de morte e se converteu ao cristianismo. Ela se tornou devota da fé cristã, mas no ramo do protestantismo, ao contrário de sua prima que escolheu o catolicismo. Um anos depois, em 21 de fevereiro de 1869 ela se casou com o primeiro-ministro Rainilaiarivony para ter mais influência e poder no parlamento, tática também usada por sua falecida prima. Em setembro do mesmo ano ela declarou Madagascar uma nação cristã e introduziu o cristianismo protestante como religião oficial do país, declarando como proibida qualquer manifestação de fés tradicionais ou de outras religiões no país. Foi feita uma grande queima de objetos e talismãs da religião malgaxe e bíblias foram entregues ao povo, sendo um requisito obrigatório para todo o cidadão ter pelo menos um livro da bíblia em sua posse. 
Em seu reinado o desmatamento e a caça desenfreada foram controlados, focando na ocidentalização do reino e instituindo apenas construções ao estilo da Europa. Para isso foi inaugurada uma fabrica de tijolos, que no século anterior havia sido proibida pelo rei Andrianpoininimerina. O Palácio Hova passou por grandes reformas para parecer ao máximo com as casas e castelos da Europa. A rainha também encorajou a vinda de algumas tecnologias avançadas para a época e que serviriam para auxiliar os trabalhadores, uma Revolução Industrial, sendo uma das primeiras a ocorrer fora da Europa e da América do Norte, assim como a primeira da África. 
Ranavalona divulgou muito a cultura europeia para o país, fazendo sua corte utilizar vestimentas e acessórios europeus e fazendo o exercito utilizarem as primeiras armas de fogo, ainda que bem primitivas mesmo para a época. Na corte houve alguns europeus que serviram a rainha, entre eles uma britânica que relatou anos mais tarde sobre a ela; 
"Eu acho que a rainha tinha cerca de 45 anos de idade, com uma pele morena escura e um rosto cheio de bondade e benevolência. Ela era muito bela e sempre estava com um vestido cinza de seda e uma lamba de seda caida negligentemente de seus ombros, seus cabelos eram pretos e lindamente arranjados devido a 'coroa que ela não usava', mas dos cabelos no alto de sua cabeça dependia da longa corrente de ouro fino que terminava em uma borla de ouro, que somente a rainha pode usar ". 

## Morte e Sucessão
Ranavalona II morreu em 13 de julho de 1883 com 53 ou 54 anos, uma idade relativamente jovem mas para a época e o país já bastante avançada. Por não ter deixado filhos foi sucedida por um período de interregno até a eleição de Razafindrahety, que assumiu como Ranavalona III. Ranavalona III foi a última soberana do país, sendo a monarquia abolida e ela exilada. 